# دوري جزر كوك لكرة القدم 2007
دوري جزر كوك لكرة القدم 2007 (بالإنجليزية: 2007 Cook Islands Round Cup) هو موسم من دوري جزر كوك لكرة القدم. فاز فيه توبابا مارايرينغا.